# Ellsworth Raymond Bathrick

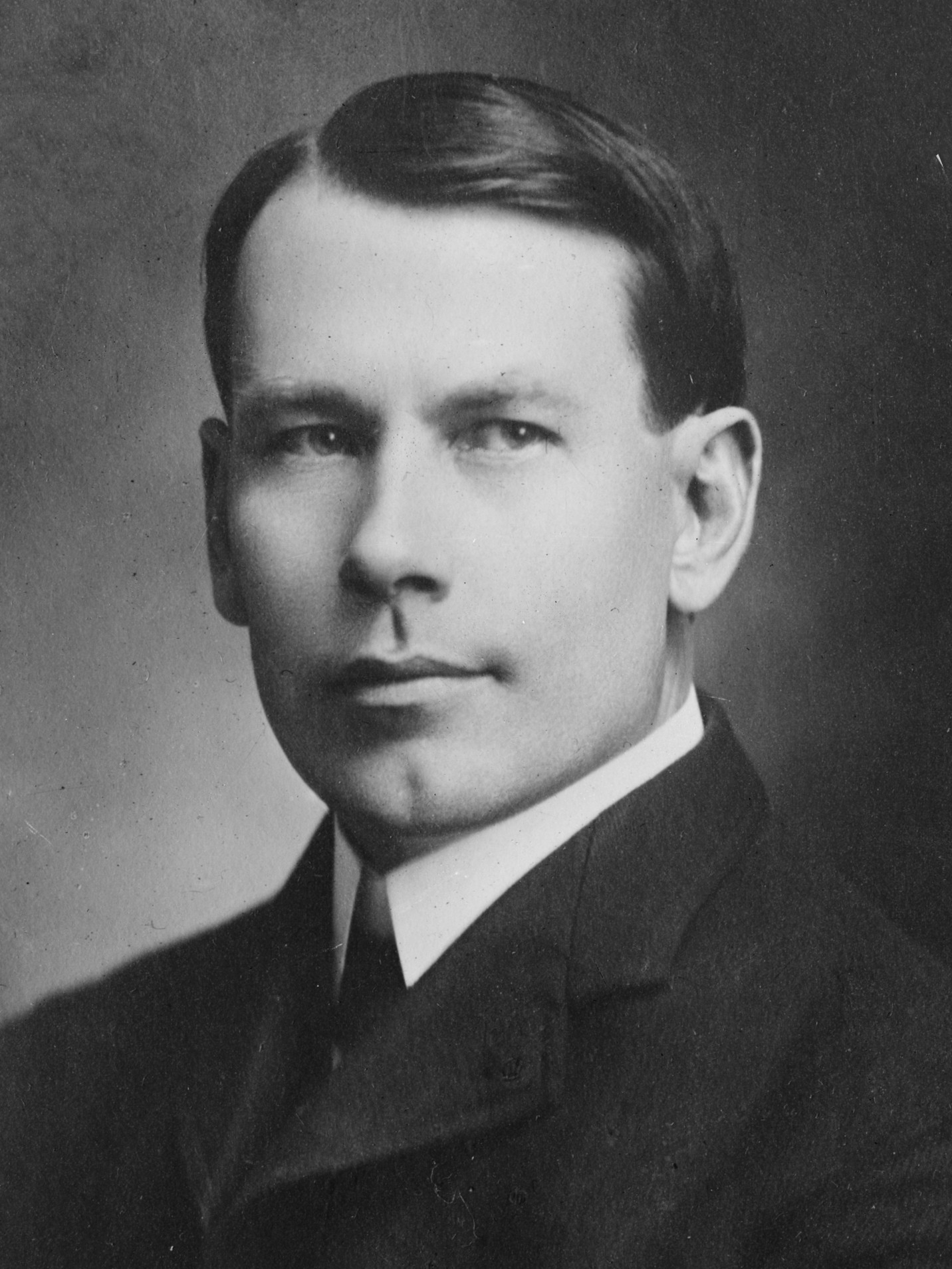
Ellsworth Raymond Bathrick

Ellsworth Raymond Bathrick (* 6. Januar 1863 in Pontiac, Michigan; † 23. Dezember 1917 in Akron, Ohio) war ein US-amerikanischer Politiker der Demokratischen Partei. Vom 4. März 1911 bis zum 3. März 1915 und vom 4. März 1917 bis zu seinem Tod war er Mitglied des Repräsentantenhauses der Vereinigten Staaten für den 14. und 19. Kongressdistrikt des Bundesstaates Ohio.

## Leben
Bathrick war Sohn von Summer und Louisa Bathrick. In Pontiac besuchte er die örtlichen Schulen. 1889 heiratete er Mary L. Clark. 1890 zog er mit seiner Frau nach New York City, wo Bathrick im Ölgeschäft tätig war. Während dieser Zeit arbeitete er für eine Zeitung in Cleveland und schrieb nebenbei fünf Kinderbücher, die jedoch erst nach seinem Tod veröffentlicht wurden.  1900 zog er erneut um, diesmal nach Akron. Dort war er fortan als Immobilienmakler tätig.
Bei den Kongresswahlen 1910 wurde Bathrick als Vertreter des 19. Kongressdistrikts von Ohio ins Repräsentantenhaus gewählt. Die einmalige Wiederwahl gelang ihm. Bei den Wahlen 1914 musste er auf Grund von Wahlkreisverschiebungen (Gerrymandering) seinen Sitz aufgeben. Er widmete sich wieder dem Immobiliengeschäft. Bereits 1916 wurde er wiederum ins Repräsentantenhaus gewählt, diesmal im 14. Distrikt. Weniger als ein Jahr nach seinem erneuten Amtsantritt starb Bathrick in Akron. Er wurde auf dem Glendale Cemetery beigesetzt.